# Campeonato Asiático de Voleibol Masculino
O Campeonato Asiático de Voleibol Masculino é uma competição organizada pela Confederação Asiática de Voleibol (AVC) que reúne a cada 2 anos as seleções de voleibol da Ásia e da Oceania. Sua primeira edição foi realizada em 1975 e teve como campeão o Japão, maior campeão do torneio.

## História
A cada dois anos Confederação Asiática de Voleibol este torneio, reunindo as melhores seleções da Ásia e da Oceania. A competição começou a ser disputada no ano de 1975 e teve como campeã o Japão que ao longo dos anos se tornou o maior campeã com 9 títulos. Como segunda maior campeã encontra-se a Coreia do Sul com quatro conquistas.
Diferentemente da competição feminina, este torneio possui um grande equilíbrio, tendo como candidatos a títulos atualmente cinco seleções: Irã, Coreia do Sul, China, Japão e Austrália. A China embora seja potência no feminino não consegue exercer esta função na competição masculina, no entanto possui 3 títulos.
A Austrália pode ser lembrada com um único título; embora tenha sido a representante asiática nos Jogos Olímpicos de Londres não conseguiu se manter no topo asiático no ano seguinte, o que evidencia o grande equilíbrio da competição. Maior força do continente atualmente, o Irã tem imposto um novo padrão na Ásia, elevando o respeito da região que antes era assemelhada com as forças do voleibol africano, principalmente com o Egito.

## Quadro geral
| Ordem | País          | Medalha de ouro | Medalha de prata | Medalha de bronze | Total |
| ----- | ------------- | --------------- | ---------------- | ----------------- | ----- |
| 1     | Japão         | 10              | 4                | 4                 | 18    |
| 2     | Coreia do Sul | 4               | 4                | 9                 | 17    |
| 4     | Irã           | 4               | 3                | 1                 | 8     |
| 5     | China         | 3               | 6                | 6                 | 15    |
| 6     | Austrália     | 1               | 3                | 1                 | 5     |
| 7     | Cazaquistão   | 0               | 2                | 0                 | 2     |
| 8     | Catar         | 0               | 0                | 1                 | 1     |